# Resolució 2390 del Consell de Seguretat de les Nacions Unides
La Resolució 2390 del Consell de Seguretat de les Nacions Unides fou adoptada per unanimitat el 8 de desembre de 2017. El Consell va concloure que totes les mesures relacionades amb la finalització del Programa Petroli per Aliments a l'Iraq s'havien implementat plenament.
El Secretari General de les Nacions Unides i el govern iraquià, tal com es va demanar en la resolució 1958 del 2010, va acordar un acord per a la solució del Programa Petroli per Aliments. L'excedent del compte fiduciari, amb els costos implicats i les indemnitzacions pagades a l'ONU, més de 14 milions de dòlars, havien estat transferits a Iraq. Això va significar que totes les mesures imposades pel Consell de Seguretat estaven plenament implementades.